# Sukunahikona-jinja (Osaka)

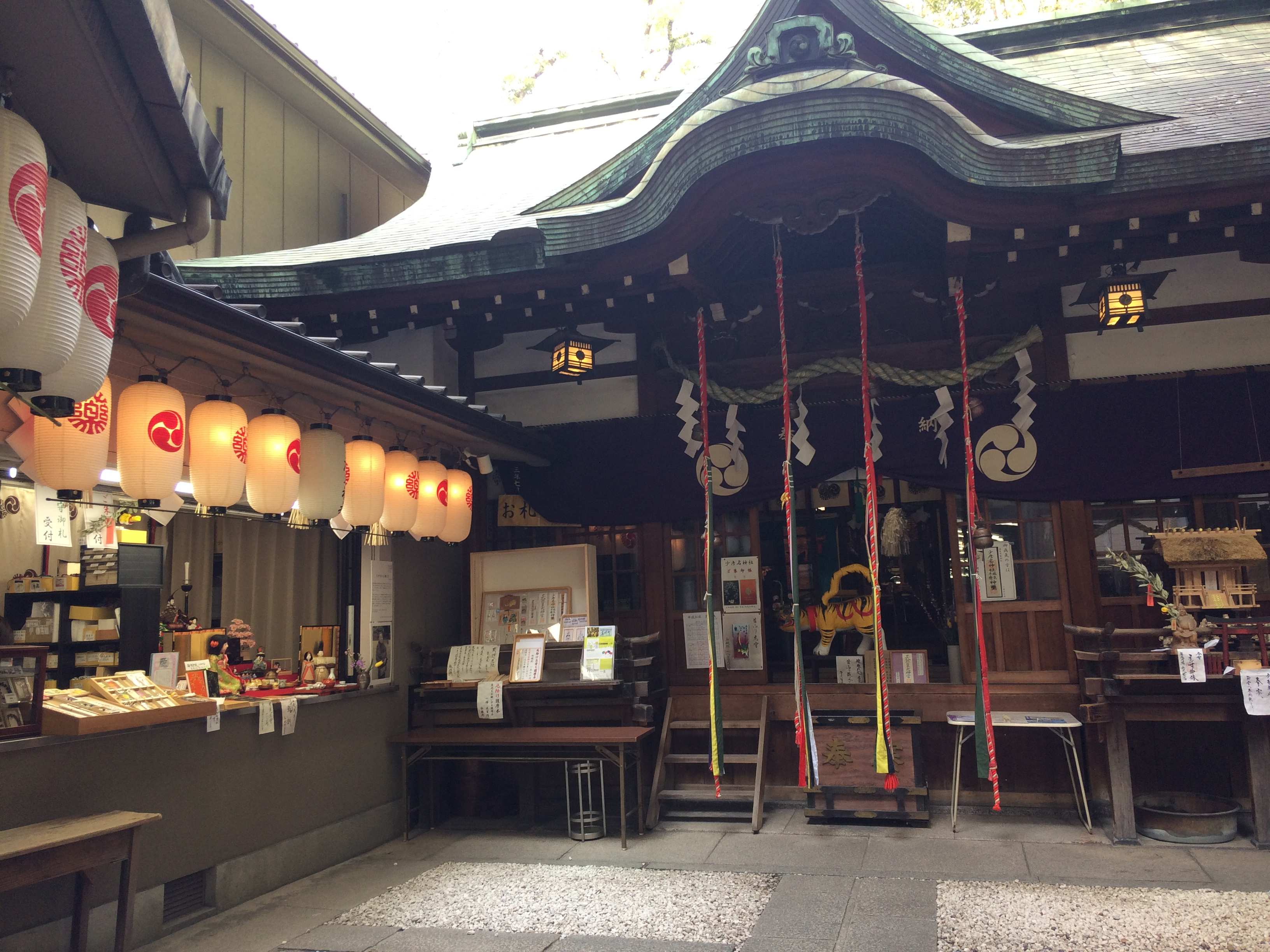
Haupthalle des Sukunahikona-Schreins. Links: Verkauf von Amuletten, Bitt-Tafeln usw.

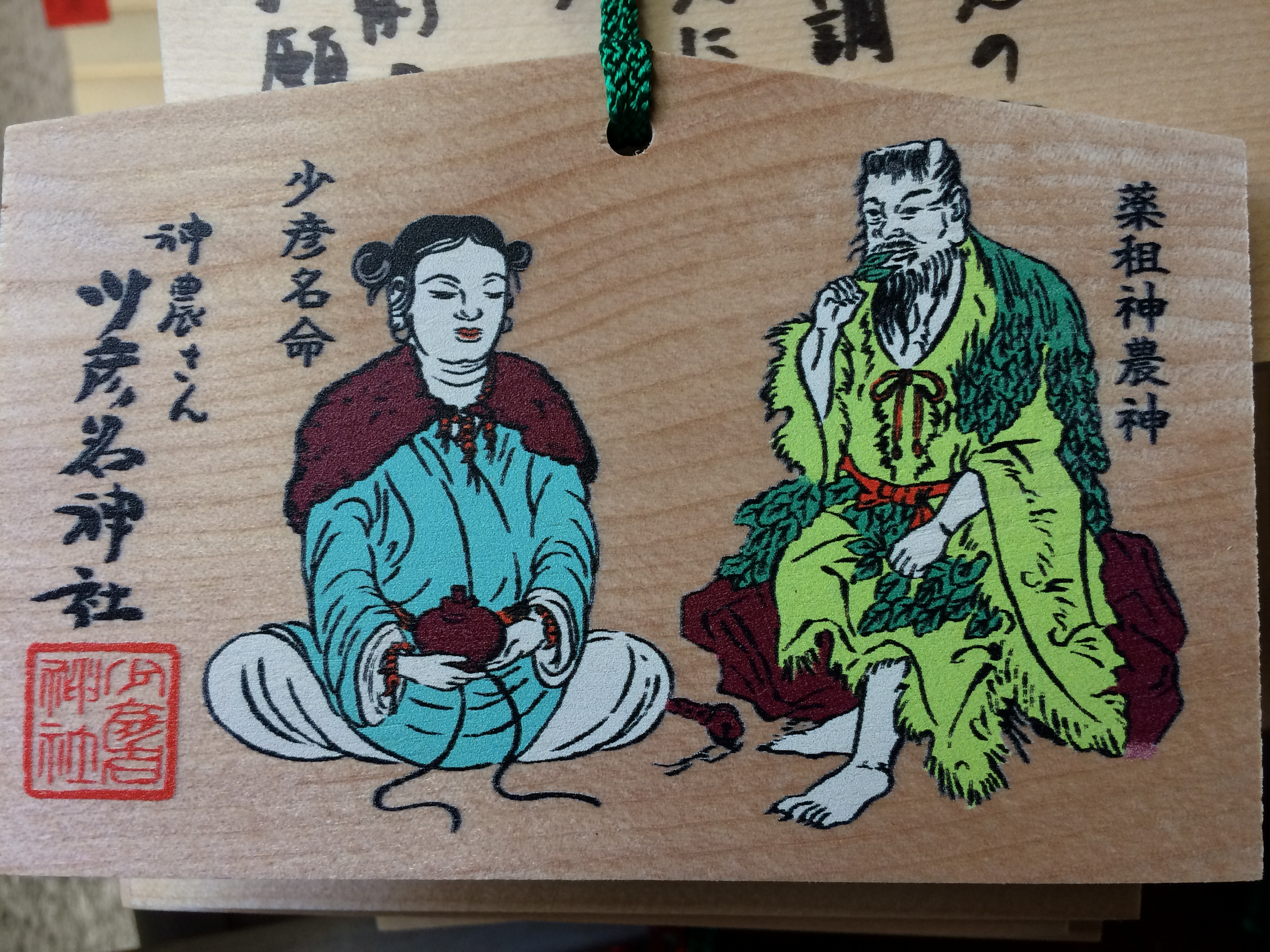
Sukunahikona (links) und Shennong auf der Rückseite einer Bitt-Tafel (Ema)

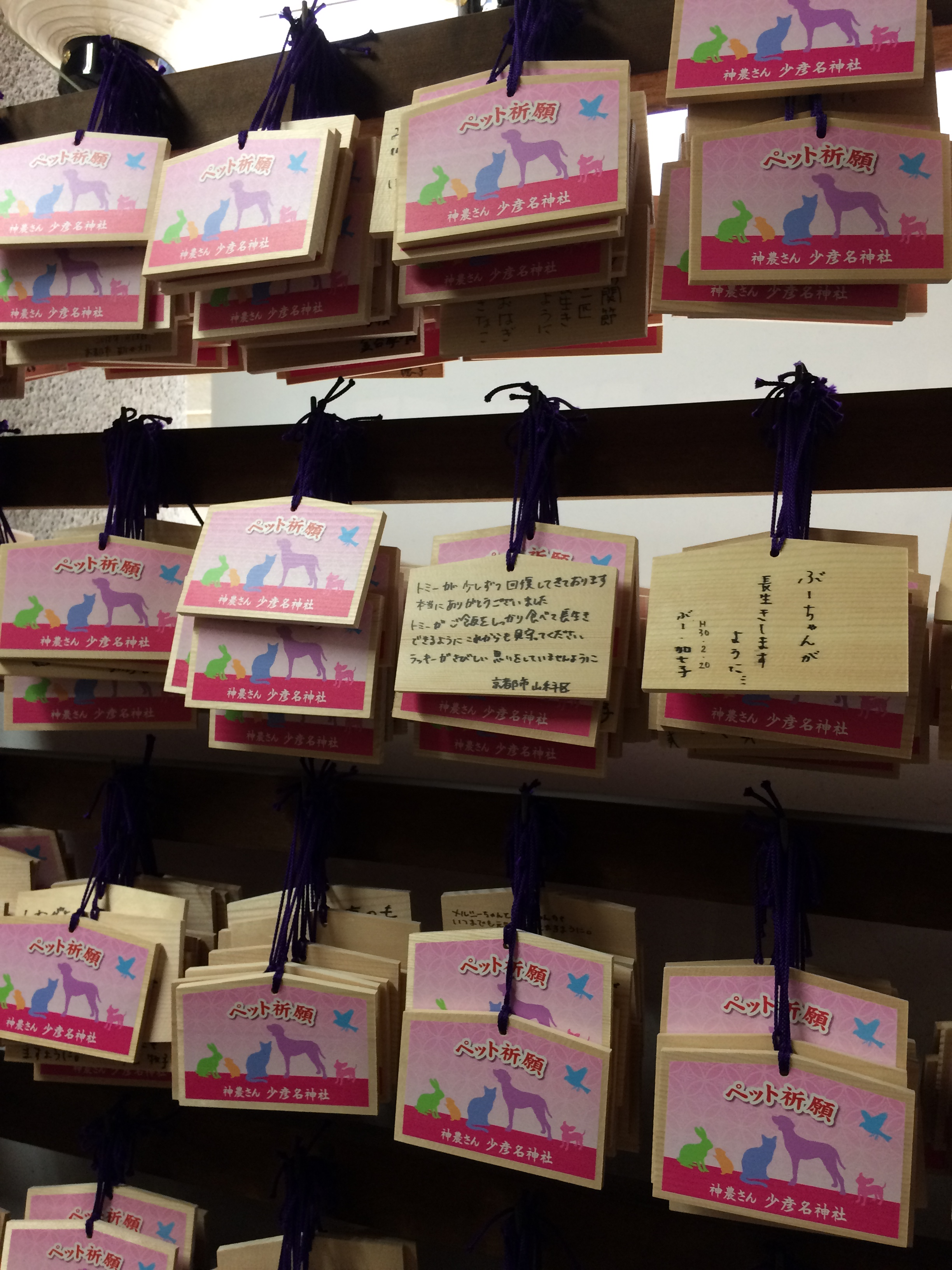
Bitt-Tafeln für Haustiere

Der Sukunahikona-Schrein (jap. 少名彦神社, Sukunahikona-jinja) ist ein den Medizin-Gottheiten Sukunahikona und Shennong (jap. Shinnō) gewidmeter Shintō-Schrein im Stadtviertel Doshōmachi in Osaka Japan aus dem 18. Jahrhundert.

## Geschichte
Lange spielte der bereits in der „Aufzeichnung alter Geschehnisse“ (Kojiki) verzeichnete japanische Gott Sukunahikona (auch Sukunahikona no Mikoto) keine große Rolle. Doch mit dem Aufkommen der „nationalen Studien“ (Kokugaku) im 18. Jh. und der  Erschließung alter Quellen wurde man sich dieser einheimischen Tradition starker bewusst. Der Sukunahikona-Schrein wurde im Jahre 1780 von den Arzneimittelhändlern des Stadtviertels Doshōmachi, dem Distributionszentrum für Kräuter und Medikamente des Reichs, errichtet. Als Sitz wählte man das Versammlungshaus der Händlergenossenschaft, wo man bislang den Kulturbringer Shennong verehrte, der der chinesischen Mythologie zufolge den Menschen u. a. die Kräuterkunde vermittelt hatte. Vermutlich handelte es sich zunächst nur um eine kleine Schreinecke innerhalb des Gebäudes.
Nach einem Brand im Jahre 1837 errichtete man ein getrenntes Schreingebäude. Während viele der kleinen Schreine in der Umgebung 1906 zusammengelegt wurden, ließ man diesen Schrein bestehen und errichtete eine größere neue Haupthalle und angeschlossene Verwaltungsräumlichkeiten.
Im Jahre 2007 wurden das vom Schrein alljährlich durchgeführte „Shennong-Fest“ (Shinnō-sai, 22.–23. November) und das „Wintersonnwende-Fest“ (Tōji-sai) zum „Brauchtum-Kulturgut“ Osakas deklariert.
Mit der Verbreitung von Arzneimitteln der Tiermedizin seit der Meiji-Zeit und der Zunahme von Haustieren in der zweiten Hälfte des 20. Jahrhunderts schloss man auch die Heilung und Gesundheit von Tieren in die Zuständigkeit der Schrein-Gottheiten ein. Am 11. Januar gibt es seitdem auch einen Neujahrsschreinbesuch für Haustiere (ペットの初詣, petto hatsumōde).